# Тексаркана (Арканзас)
Тексаркана (англ. Texarkana) — город в округе Миллер, штат Арканзас, США, разделенный на две части пограничной линией, пересекающей город по Стэйт-Лайн-Авеню. Является административным центром округа Миллер. Вторая половина города лежит по другую сторону границы. Одна половина городского образования принадлежит штату Арканзас, вторая — штату Техас.
Население арканзасской части города составляет 29,387 человек по переписи 2020 года. Население техасской части — 36,193 человек по данным 2020 года. Общее население двух городов составляет 65 580 по данным 2020 года.

## География
По данным Бюро переписи населения США площадь города составляет 82,88 квадратных километров, из которых 82,36 кв. километров занимает земля и 0,52 кв. километров — вода. Площадь водных ресурсов округа составляет 0,63 % от всей его площади.
Тексаркана расположена на высоте 110 метров над уровнем моря.

## Демография
По данным переписи населения 2010 года в Тексаркане проживало 29 919 человек, 7040 семей, насчитывалось 10 384 домашних хозяйств и 11 721 жилой дом. Средняя плотность населения составляла около 318,7 человек на один квадратный километр. Расовый состав населения по данным переписи распределился следующим образом: 65,93 % белых, 31,00 % — чёрных или афроамериканцев, 0,48 % — коренных американцев, 0,50 % — азиатов, 0,03 % — выходцев с тихоокеанских островов, 1,46 % — представителей смешанных рас, 0,61 % — других народностей. Испаноговорящие составили 1,78 % от всех жителей города.
Из 10 384 домашних хозяйств в 32,5 % — воспитывали детей в возрасте до 18 лет, 45,3 % представляли собой совместно проживающие супружеские пары, в 18,7 % семей женщины проживали без мужей, 32,2 % не имели семей. 28,3 % от общего числа семей на момент переписи жили самостоятельно, при этом 11,6 % составили одинокие пожилые люди в возрасте 65 лет и старше. Средний размер домашнего хозяйства составил 2,45 человек, а средний размер семьи — 2,99 человек.
Население города по возрастному диапазону по данным переписи 2000 года распределилось следующим образом: 25,9 % — жители младше 18 лет, 10,1 % — между 18 и 24 годами, 28,5 % — от 25 до 44 лет, 21,5 % — от 45 до 64 лет и 14,0 % — в возрасте 65 лет и старше. Средний возраст жителей составил 35 лет. На каждые 100 женщин в Тексаркане приходилось 92,0 мужчин, при этом на каждые сто женщин 18 лет и старше приходилось 87,0 мужчин также старше 18 лет.
Средний доход на одно домашнее хозяйство в городе составил 31 343 доллара США, а средний доход на одну семью — 37 157 долларов. При этом мужчины имели средний доход в 35 204 доллара США в год против 21 731 доллар среднегодового дохода у женщин. Доход на душу населения в городе составил 17 130 долларов в год. 17,2 % от всего числа семей в населённом пункте и 21,7 % от всей численности населения находилось на момент переписи населения за чертой бедности, при этом 33,0 % из них были моложе 18 лет и 15,7 % — в возрасте 65 лет и старше.

## Известные уроженцы и жители

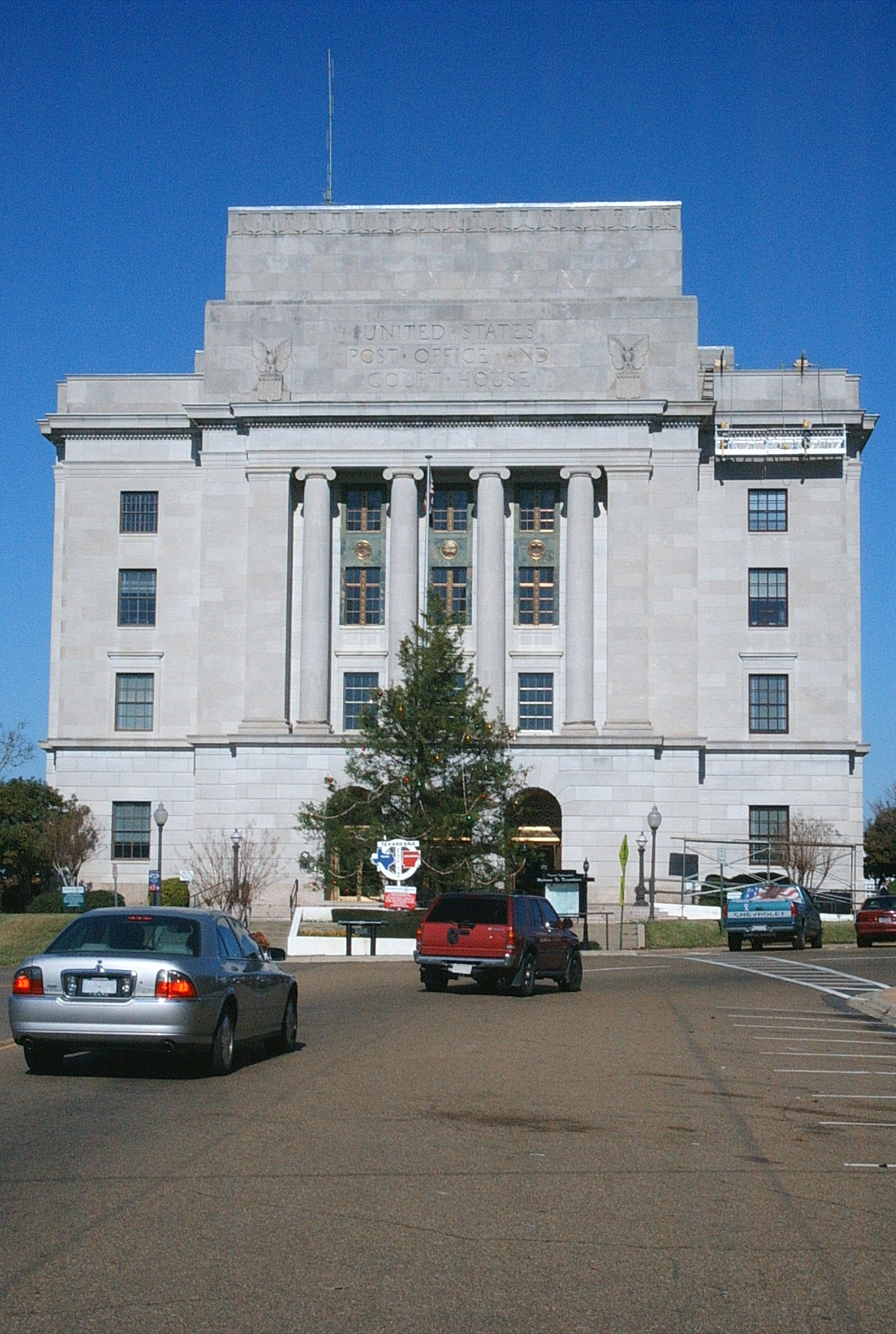
Здание с представительствами федеральных структур на Стейт-Лайн-Авеню, включая офисы почты и суда

- Линн Артур Дэвис — бывший политик, автор криминальных хроник
- Мартин Дилрей — музыкант, исполнитель песен в стиле кантри
- Майк Хакаби — 44-й губернатор штата Арканзас
- Руфус Парнелли Джонс — автогонщик и владелец автотреков
- Скотт Джоплин — композитор, пианист, создатель стиля регтайм
- Джеффри Линн Кейт — музыкант, певец
- Конлон Нанкарроу — композитор-экспериментатор с механическим пианино и электроникой